# 有名锤形石首鱼
有名锤形石首鱼（学名： Atractoscion nobilis）是石首鱼科的一个物种，分布在墨西哥下加利福尼亚州莲娜湾到阿拉斯加州朱诺，通常生活在深岩石底部和海带床。

## 描述
有名锤形石首鱼的躯体较长，头部突出。口大，有一排细小的牙齿。上半部颜色为，有深色斑点，下半部为银色。未成年的有几条深色的竖线。该物种通常寿命为5年，平均长度为28英寸，平均重量为7.5磅，重量最高记录为93.1磅，长度为5英尺。